# Crozetulus rotundus
Crozetulus rotundus is een spinnensoort in de taxonomische indeling van de Dwergkogelspinnen (Anapidae).
Het dier behoort tot het geslacht Crozetulus. De wetenschappelijke naam van de soort werd voor het eerst geldig gepubliceerd in 1974 door Raymond Robert Forster.